# 達尼埃萊·加羅佐
達尼埃萊·加羅佐（義大利語：Daniele Garozzo，1992年4月8日—），生於阿奇雷亞萊，意大利男子花劍運動員，醫科學生，曾代表意大利參加2016年夏季奧林匹克運動會個人花劍項目，並奪得金牌。2021年，他在東京奧運同樣項目獲得銀牌。

## 家庭
哥哥恩里科·加罗佐是重剑运动员。

## 外部連結
- Profile at GS Fiamme Gialle